# WFLI-TV
WFLI-TV는 미국 테네시주의 채터누가 소속의 방송국으로 The CW 소속이다.

## 연혁
1987년에 개국했다. 당시에는 계열 없이 독립방송국이었다.